# Unsan
Unsan (kor. 운산군, Unsan-gun) – powiat w Korei Północnej, w prowincji P’yŏngan Północny. W 2008 roku liczył 102 928 mieszkańców. Graniczy z powiatami Songwŏn (prowincja Chagang) od północy, Tongch’ang od północnego zachodu, T’aech’ŏn od zachodu, Nyŏngbyŏn i Kujang od południa, Hyangsan od południowego wschodu, a także z należącym do prowincji Chagang miastem Hŭich’ŏn od wschodu. Przez powiat przebiega linia kolejowa Unsan, łącząca wieś Samsan w powiecie Unsan i Puksinhyŏn w powiecie Hyangsan. 73% terytorium powiatu stanowią lasy.

## Historia
Przed wyzwoleniem Korei spod okupacji japońskiej powiat składał się z 5 miejscowości (kor. myŏn; były to miejscowości Unsan, Tongsan, Wisan, Sŏng i Pukjin) oraz 50 osiedli (kor. dong). W obecnej formie powstał w wyniku gruntownej reformy podziału administracyjnego w grudniu 1952 roku. W jego skład weszły wówczas tereny należące wcześniej do miejscowości Unsan, Sŏng i Tongsan (8 wsi). Powiat Unsan składał się wówczas z jednego miasteczka (Unsan-ŭp) i 14 wsi (kor. ri). W październiku 1954 roku powiat Unsan wchłonął terytoria dotychczasowego powiatu Pukjin. W styczniu 1985 roku powiększył się o wsie Unbong, Ripsŏk, Josan, Sangsŏ i Hasŏ (wszystkie wcześniej znajdowały się w powiecie Hyangsan). W czerwcu 1989 natomiast wsie Kudu, Sangsŏ i Hasŏ ponownie przesunięto w granice administracyjne powiatu Hyangsan.

## Gospodarka
Lokalna gospodarka oparta jest na rolnictwie. Na terenie powiatu znajdują się uprawy kukurydzy, soi, batatów, a także ryżu. Powiat Unsan jest regionalnym liderem w uprawach batatów. W powiecie znajdują się także sady owocowe. Istotne dla gospodarki regionu jest także górnictwo – tereny powiatu kryją złoża złota i srebra. Miejscowe fabryki zajmują się między innymi produkcją tekstyliów.

## Podział administracyjny powiatu
W skład powiatu wchodzą następujące jednostki administracyjne:
| Nazwa jednostki administracyjnej | Rodzaj jednostki administracyjnej | Hangul       |
| -------------------------------- | --------------------------------- | ------------ |
| Unsan-ŭp                         | miasteczko                        | 운산읍       |
| Pukjin-rodongjagu                | dzielnica robotnicza              | 북진로동자구 |
| Kosŏng-ri                        | wieś                              | 고성리       |
| Kuŭp-ri                          | wieś                              | 구읍리       |
| Namsan-ri                        | wieś                              | 남산리       |
| Idap-ri                          | wieś                              | 이답리       |
| Tapsang-ri                       | wieś                              | 답상리       |
| Toch'ŏng-ri                      | wieś                              | 도청리       |
| Ryongho-ri                       | wieś                              | 룡호리       |
| Ryonghŭng-ri                     | wieś                              | 룡흥리       |
| Masang-ri                        | wieś                              | 마상리       |
| Majang-ri                        | wieś                              | 마장리       |
| Pang'ŏ-ri                        | wieś                              | 방어리       |
| Pongji-ri                        | wieś                              | 봉지리       |
| Puhŭng-ri                        | wieś                              | 부흥리       |
| Samsan-ri                        | wieś                              | 삼산리       |
| Sang'wŏn-ri                      | wieś                              | 상원리       |
| Sŏngbong-ri                      | wieś                              | 성봉리       |
| Yŏnha-ri                         | wieś                              | 연하리       |
| Yŏng'ung-ri                      | wieś                              | 영웅리       |
| Wŏl'yang-ri                      | wieś                              | 월양리       |
| Ŭngbong-ri                       | wieś                              | 응봉리       |
| Jŏnsŭng-ri                       | wieś                              | 전승리       |
| Jein-ri                          | wieś                              | 제인리       |
| Joyang-ri                        | wieś                              | 조양리       |
| Jwa-ri                           | wieś                              | 좌리         |
| P’yŏnghwa-ri                     | wieś                              | 평화리       |
| P'ungyang-ri                     | wieś                              | 풍양리       |
| Hwaong-ri                        | wieś                              | 화옹리       |